# جرالدین هینی
جرالدین هینی (انگلیسی: Geraldine Heaney؛ زادهٔ ۱ اکتبر ۱۹۶۷) بازیکن هاکی روی یخ اهل کانادا است.
وی همچنین برندهٔ جوایزی همچون تالار افتخارات هاکی شده‌است.